# Кортенгуф
Кортенгуф (нід. Kortenhoef) — село в нідерландській провінції Північна Голландія. Входить до муніципалітету Вейдемерен.
Його площа становить 14,81 км², а населення станом на 2021 рік складало 6 710 осіб.
Перша згадка про населений пункт датується 1235 роком.
До 1966 року мало статус окремого муніципалітету.

## Галерея

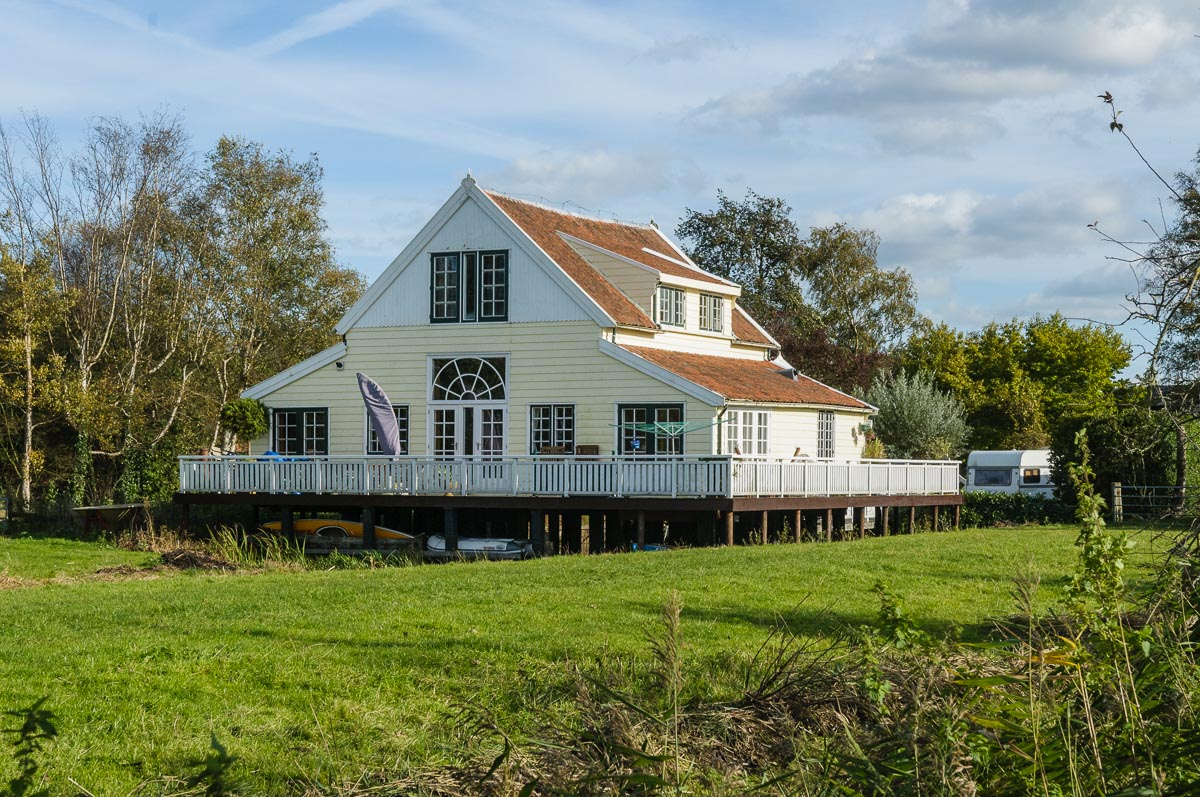
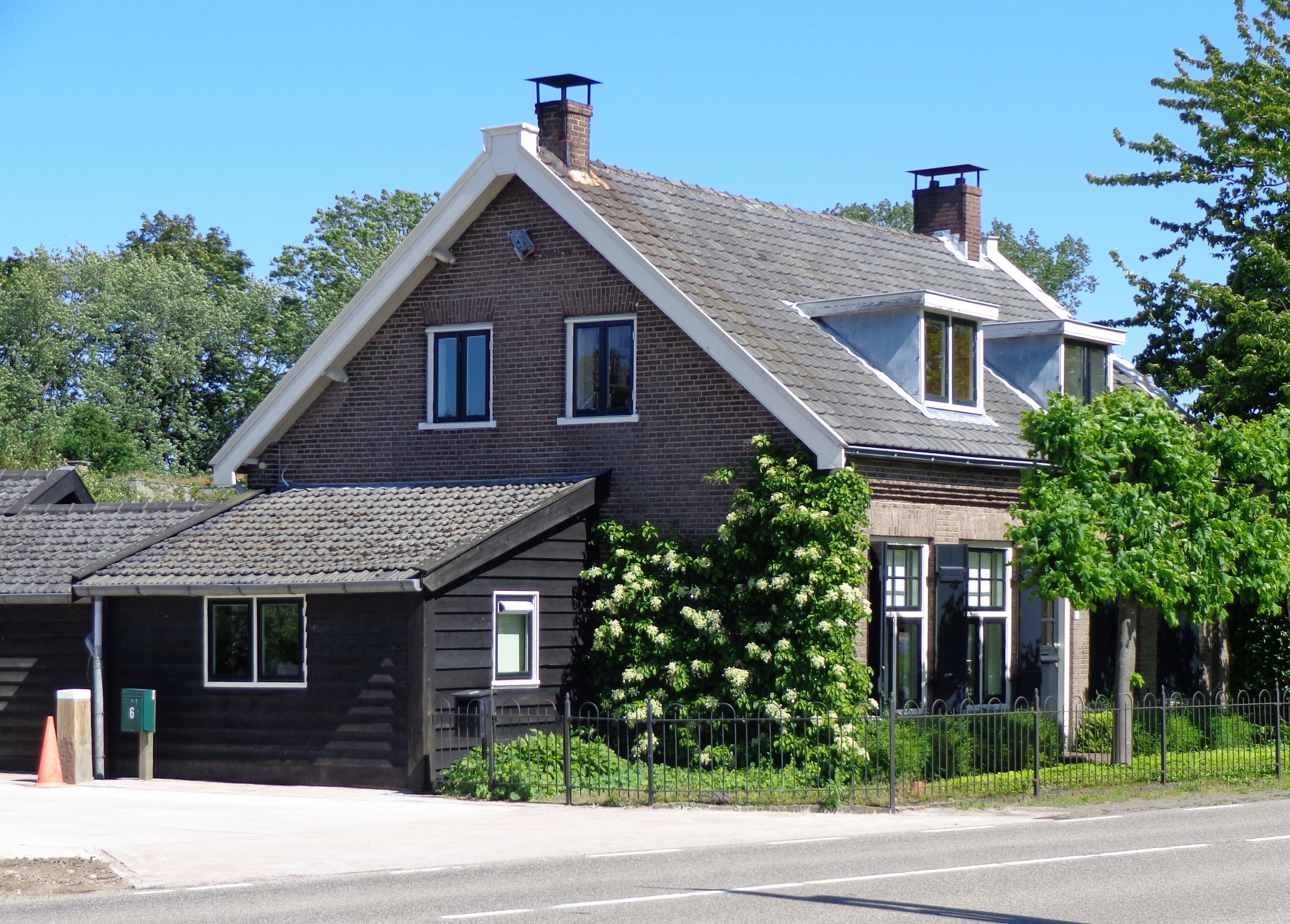
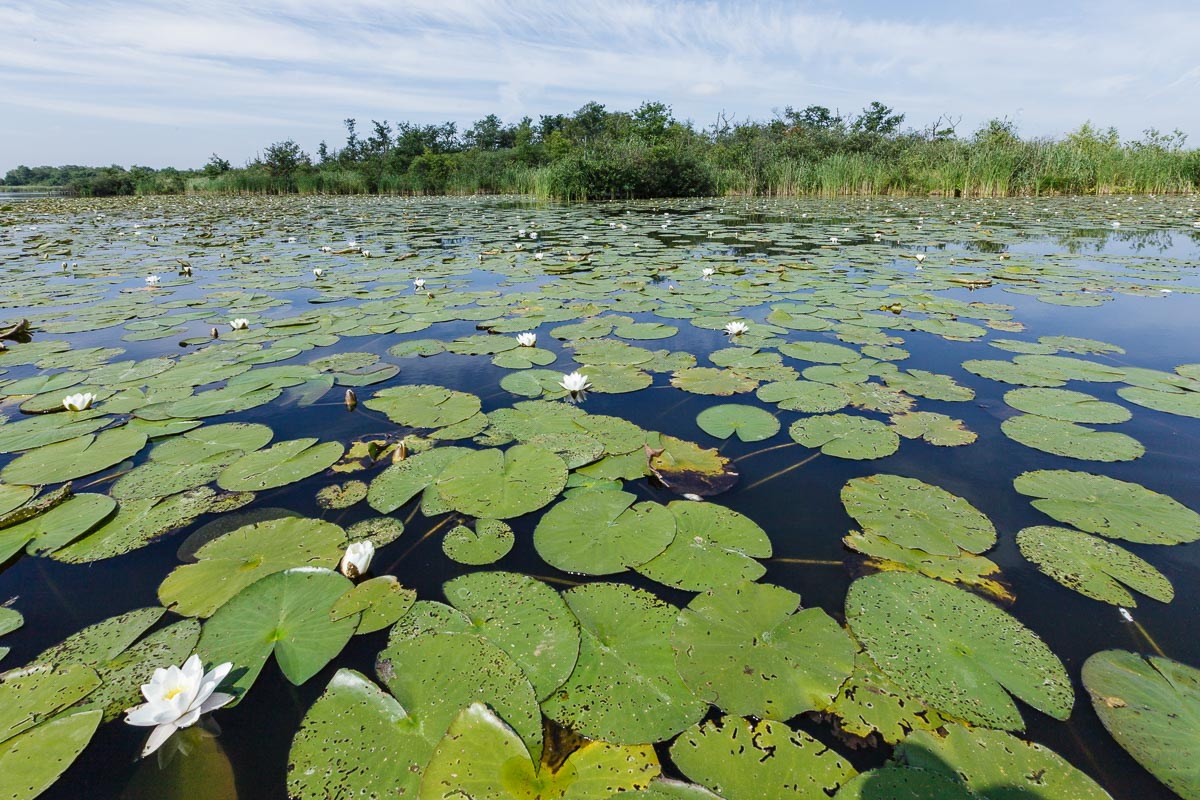
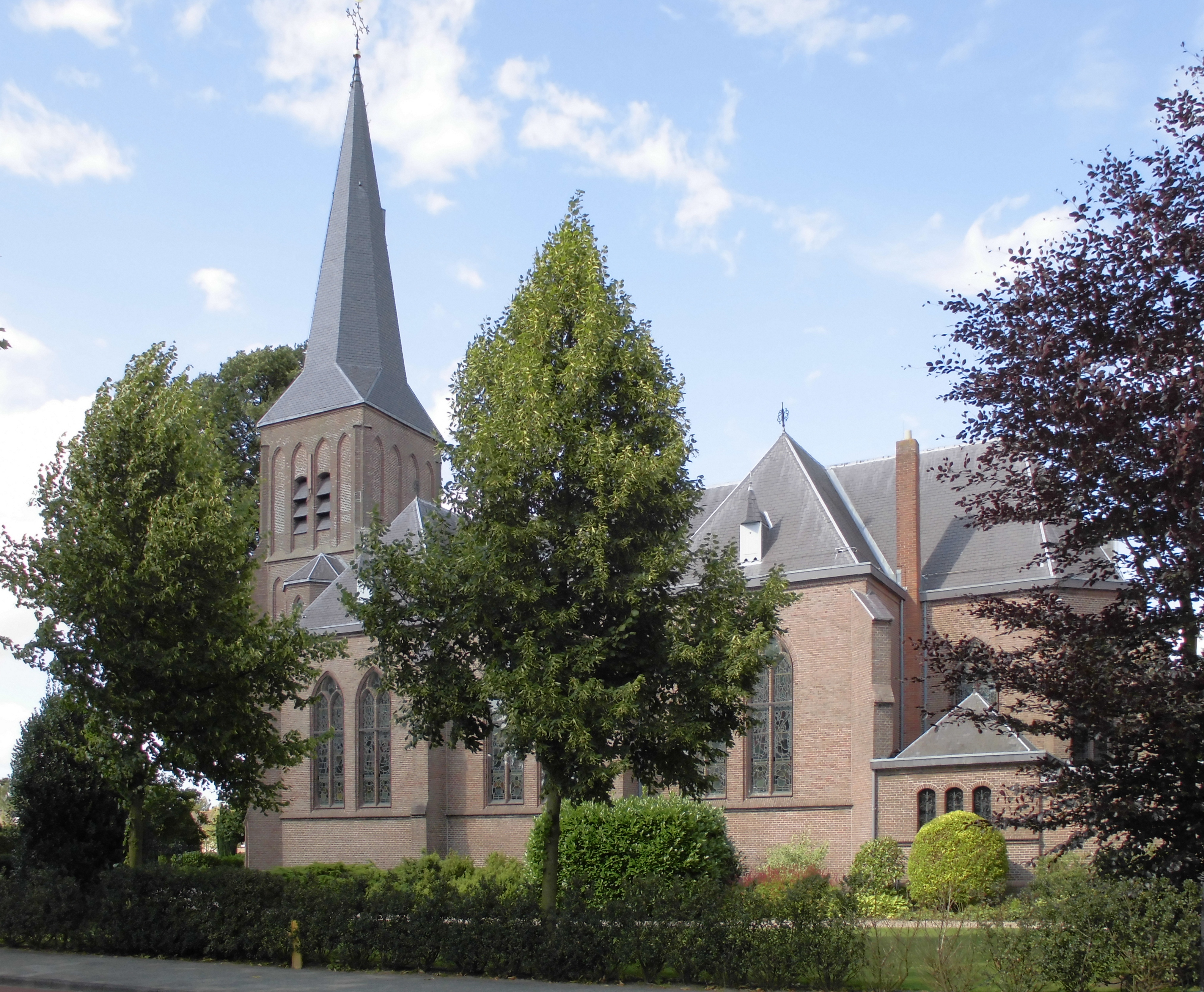
Церква св. Антонія